# Joint Institute for Nuclear Research

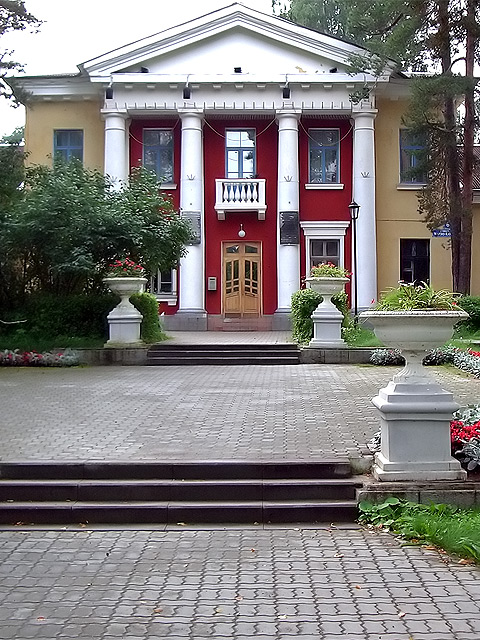
JINR:s huvudkontor i Dubna

JINR (Joint Institute for Nuclear Research) är en internationell forskningsorganisation fokuserad på kärnfysik. Laboratorierna är belägna i Dubna, Ryssland och har fått praktisk betydelse i och med att ett flertal grundämnen har skapats för första gången här.
Dessa är:
- 104. Rutherfordium (1964)
- 106. Seaborgium (1974)
- 107. Bohrium (1976)
- 114. Flerovium (1999)
- 116. Livermorium (2000)
- 113. Nihonium (2003)
- 115. Moskovium (2004)
- 118. Oganesson (2006)
- 117. Tenness (2010)